# Albion (Oklahoma)
Albion – miasto w Stanach Zjednoczonych, w stanie Oklahoma, w hrabstwie Pushmataha.